# Trüllikon
Trüllikon (gzu. Trülike, Trülleke) – miejscowość i gmina (Politische Gemeinde) w północnej Szwajcarii, w kantonie Zurych, w okręgu (Bezirk) Andelfingen. 

## Demografia
W Trüllikonie mieszka 1066 osób. W 2021 roku 9,6% populacji gminy stanowiły osoby urodzone poza Szwajcarią.

## Transport
Przez teren gminy przebiegają autostrada A4 oraz droga główna nr 15.